# Svazek (Star Trek: Nová generace)
Svazek (v anglickém originále The Bonding) je v pořadí pátá epizoda třetí sezóny seriálu Star Trek: Nová generace. Jednalo se o první, kterou napsal známý tvůrce Star Treku Ronald D. Moore.
V této epizodě dojde ke tragické smrti členky posádky USS Enterprise D, po které osiří její malý syn, který se musí vypořádat s její smrtí.

## Příběh
Výsadkový tým z USS Enterprise D vykonává vědecký výzkum na planetě, kterou kdysi obývala rasa Koinonianů. Při průzkumu jakéhosi bývalého dolu dojde k explozi a archeoložka Marla Asterová zemře. Zůstane po ní syn Jeremy Aster. Jeho otec je též již po smrti. Smutnou zprávu o smrti matky mu oznámí kapitán Picard. Wesley Crusher připomene komandéru Rikerovi, že Picard mu jednou také sděloval něco obdobného.
Worf, který měl bezpečnost výsadku na starost, chce s Jeremim provést R'uustai, klingonský sbližovací rituál.
Riker informuje Picarda, že na planetě bylo detekováno nějaké energetické pole. Deanna Troi na témže místě náhle cítí něčí přítomnost.
V kajutě Asterové je Jeremy svědkem jakýchsi vizuálních projekcí své matky. Náhle se Marla Asterová znovu objeví a říká mu, že budou odteď žít na planetě. Vydají se směrem k transportní místnosti.
Troi jej odvede zpět do kajuty, ale ta se změní na dům Asterových na Zemi. Pak Geordi La Forge zapne lodní štíty, což způsobí, že všechny přeludy zmizí.
Poté se něco přenese z planety přímo na loď a kajuta Asterových se opět přemění v napodobeninu jejich domácnosti. Picard si tentokrát jde s domnělou Asterovou promluvit. Marla mu řekne, že kdysi na planetě koexistovaly dva druhy, jeden na hmotné bázi a druhý na energetické. Poté, co byly energetické bytosti svědky toho, jak se ty druhé navzájem zničily ve válkách, chtěly zajistit, aby již žádná jiná fyzická bytost nemusela prožívat žádné další trápení a bolest v souvislosti s minulostí, a tak se rozhodly, že Jeremimu vypomohou vzhledem ke smrti jeho matky. Picard a Troi ji upozorní, že vyrovnávání se se smrtí a utrpení s tím související jsou lidskou součástí. Wesley pak popíše svou životní zkušenost, kdy přišel o svého otce. Přiznává, že byl rozzlobený na Picarda, protože vedl misi, ve které jeho otec zemřel. Ale nyní již všemu porozuměl a už se na něj nezlobí (viz epizoda Plnoletost). Jeremy přizná, že je rozhněvaný na Worfa. Troi na to říká, že oba, Troi i Worf, přišli o své rodiče. Worf dodává, že mu lidé pomohli, když byl osamělý (je adoptovaný). Pak řekne chlapci, že skutečná Marla Asterová nyní žije v jejich srdcích, a požádá jej, aby vstoupil do jeho doriny prostřednictvím rituálu R'uustai.
Zpodobnění Marly poté zmizí i s realitou, kterou vytvořilo.
Později Worf a Jeremy provádějí R'uustai. Worf řekne „SoS jlH batlh SoH.“ Jeremy se zeptá, co to znamená. Dostane se mu odpovědi, že těmito slovy byla velebena památka jejich matek, což naznačuje, že oni dva jsou nyní spojeni.